# ناحیه دیرفیلد (شهرستان مکاستا، میشیگان)
ناحیه دیرفیلد (به انگلیسی: Deerfield Township) یک منطقهٔ مسکونی در ایالات متحده آمریکا است که در شهرستان میکوستا، میشیگان واقع شده‌است.
 ناحیه دیرفیلد ۹۲٫۹ کیلومتر مربع مساحت و ۱٬۶۳۰ نفر جمعیت دارد و ۲۷۵ متر بالاتر از سطح دریا واقع شده‌است.